# Sluneční loterie
Sluneční loterie (1955, Solar Lottery) je první vydaný sci-fi román amerického spisovatele Philipa K. Dicka. Román též vyšel pod názvem World of Chance.

## Obsah románu
Román se odehrává roku 2203 na planetě Zemi, která je součástí Federace devíti planet. Jde o jakousi feudálně kapitalistickou společnost, kde je moc de facto koncentrována v rukou obřích koncernů. Populace se dělí na občany s klasifikací a bez ní, přičemž s těmi se nakládá jako s otroky. Pracovní vztahy jsou založeny na přísahách věrnosti, které odpovídají dobrovolnému vstupu do otroctví. Porušení přísahy se trestá smrtí.
Hlavou Federace je Quizmaster, který je volen náhodným seskupením atomů v zařízení zvaném Lahev. Je možno ho legálně zabít a tím nastoupit na jeho místo. Vraha určuje Shromáždění Výzvy a vrahovu akci sleduje celý svět na obrazovkách. Quizmasterovu bezpečnost však chrání sbor telepatů, kteří vyslaného atentátníka většinou dokážou odhalit.
Druhou vypravěčskou linii románu tvoří příběh sekty vyznavačů desáté planety. Její členové se vydávají do vzdálených koutů sluneční soustavy hledat tajemného kultovního zakladatele sekty Johna Prestona, který podle nich dvě stě let po svém zmizení žije na legendární desáté planetě Plamenný disk. Jeho hlas je expedicí zachycen, ve skutečnosti se však jedná jen o holografický záznam.
Hlavní postava příběhu je klasifikovaný biochemik Ted Bentley, pracovník švédského koncernu Oiseau-Lyre, kterému složil přísahu věrnosti. Jeho přísaha je však, stejně jako mnoha dalším vědeckotechnickým pracovníkům, zrušena a tak se ocitne bez práce. Chce se stát zaměstnancem Správy, organizace, která oficiálně řídí federaci. Povede se mu složit přísahu současnému Quizmasterovi Verrickovi, k jeho smůle však v okamžiku kdy je Verrick rozhodnutím Lahve sesazen ze své funkce. Nahradit jej má v podstatě bezvýznamný technik Cartwright.
Současně se sejde Shromáždění Výzvy, aby vybralo nového vraha, který může zcela legálně zabít nového Quizmastera. Je jím muž jménem Keith Pellig. Benteley se brzy dozví, že ve skutečnosti jde o androida, který může být dálkově ovládán různými operátory, což sbor telepatů naprosto ochromí. Cartwright nakonec kapituluje a přenechá Verrickovi funkci Quizmastera. Vzápětí ho však zastřelí. Dalším Quizmasterem se ke svému velkému překvapení stane Benteley, protože se ukáže, že technik Cartwright zmanipuloval výsledky losování Lahve.

## Česká vydání
- Sluneční loterie, Laser, Plzeň 1999, přeložil Pavel Aganov.